# Masaya Okugawa
Masaya Okugawa (jap. 奥川 雅也, Okugawa Masaya; * 14. April 1996 in Kōka) ist ein japanischer Fußballspieler.

## Karriere
Okugawa begann seine Karriere bei Kyōto Sanga. Im März 2015 spielte er erstmals für die J.League U-22 Selection in der J3 League. Für die J.League U-22 Selection absolvierte er insgesamt vier Spiele. Im Mai 2015 debütierte er schließlich auch für Sanga in der J2 League, als er am zwölften Spieltag der Saison 2015 gegen den FC Gifu in der 59. Minute für Takumi Miyayoshi eingewechselt wurde. Sein erstes Tor erzielte er im Juni 2015 bei einem 2:2-Remis gegen Ōita Trinita.
Nach fünf Einsätzen für Sanga wechselte er im Juni 2015 nach Österreich zum FC Red Bull Salzburg. Bei Salzburg sollte er jedoch zunächst für das zweitklassige Farmteam FC Liefering zum Einsatz kommen. Im August 2015 debütierte er gegen die Kapfenberger SV für Liefering in der zweiten Liga. Sein erstes Tor erzielte er im selben Monat bei einem 2:1-Sieg gegen den SC Austria Lustenau. In seiner ersten Saison bei Liefering kam er zu 30 Einsätzen, in denen er drei Tore erzielte.
In der Saison 2016/17 absolvierte er 34 Zweitligaspiele, in denen er fünf Tore erzielte. Zur Saison 2017/18 wurde er an den Bundesligisten SV Mattersburg verliehen. Sein erstes Spiel in der Bundesliga absolvierte er im August 2017 bei einer 3:2-Niederlage gegen den SK Sturm Graz. Im November 2017 erzielte er bei einem 3:1-Sieg gegen den FK Austria Wien sein erstes Tor in der Bundesliga. Für Mattersburg absolvierte er in jener Saison 27 Bundesligaspiele, in denen er fünf Tore erzielte.
Nach dem Ende der Leihe kehrte er zur Saison 2018/19 nach Salzburg zurück und rückte in den Kader des FC Red Bull Salzburg auf. Ohne Einsatz wurde er jedoch im August 2018 ein zweites Mal verliehen, diesmal nach Deutschland an den Zweitligisten Holstein Kiel. Für Kiel absolvierte er 19 Spiele in der 2. Bundesliga, in denen er fünf Tore erzielte.
Zur Saison 2019/20 kehrte er wieder nach Salzburg zurück. Im Juli 2019 absolvierte er schließlich im ÖFB-Cup gegen den SC-ESV Parndorf 1919 sein erstes Spiel für die Salzburger. Sein erstes Spiel für Salzburg in der Bundesliga folgte noch im selben Monat bei einem 2:0-Sieg gegen den SK Rapid Wien, bei dem er den Treffer zum Endstand erzielte. In eineinhalb Jahren in Salzburg kam er zu 30 Bundesligaeinsätzen, in denen er neun Tore erzielte. Im Januar 2021 wurde er ein zweites Mal nach Deutschland verliehen, diesmal an den Bundesligisten Arminia Bielefeld. Bis zum Ende der Leihe absolvierte der Japaner 13 Partien für die Arminia in der deutschen Bundesliga, in denen er ein Tor erzielte. Im Juni 2021 wurde er von der Arminia fest verpflichtet und erhielt einen bis Juni 2024 laufenden Vertrag.
Nach dem Abstieg seiner Mannschaft wechselte er im Sommer 2023 zum Bundesligisten FC Augsburg. Dort kam er in der Hinrunde aufgrund von mehreren Verletzungen nur zu zwei Kurzeinsätzen. Im Januar 2024 wurde Okugawa bis zum Saisonende an den Hamburger SV verliehen. Unter Tim Walter und dessen Nachfolger Steffen Baumgart kam er allerdings nur zu acht Kurzeinsätzen. Daher verließ er den HSV mit seinem Vertragsende wieder.
Im Januar 2025 kehrte er nach Japan zu Kyōto Sanga zurück.

## Erfolge
- Österreichischer Meister: 2020, 2021
- Österreichischer Cupsieger: 2020